# Priapea

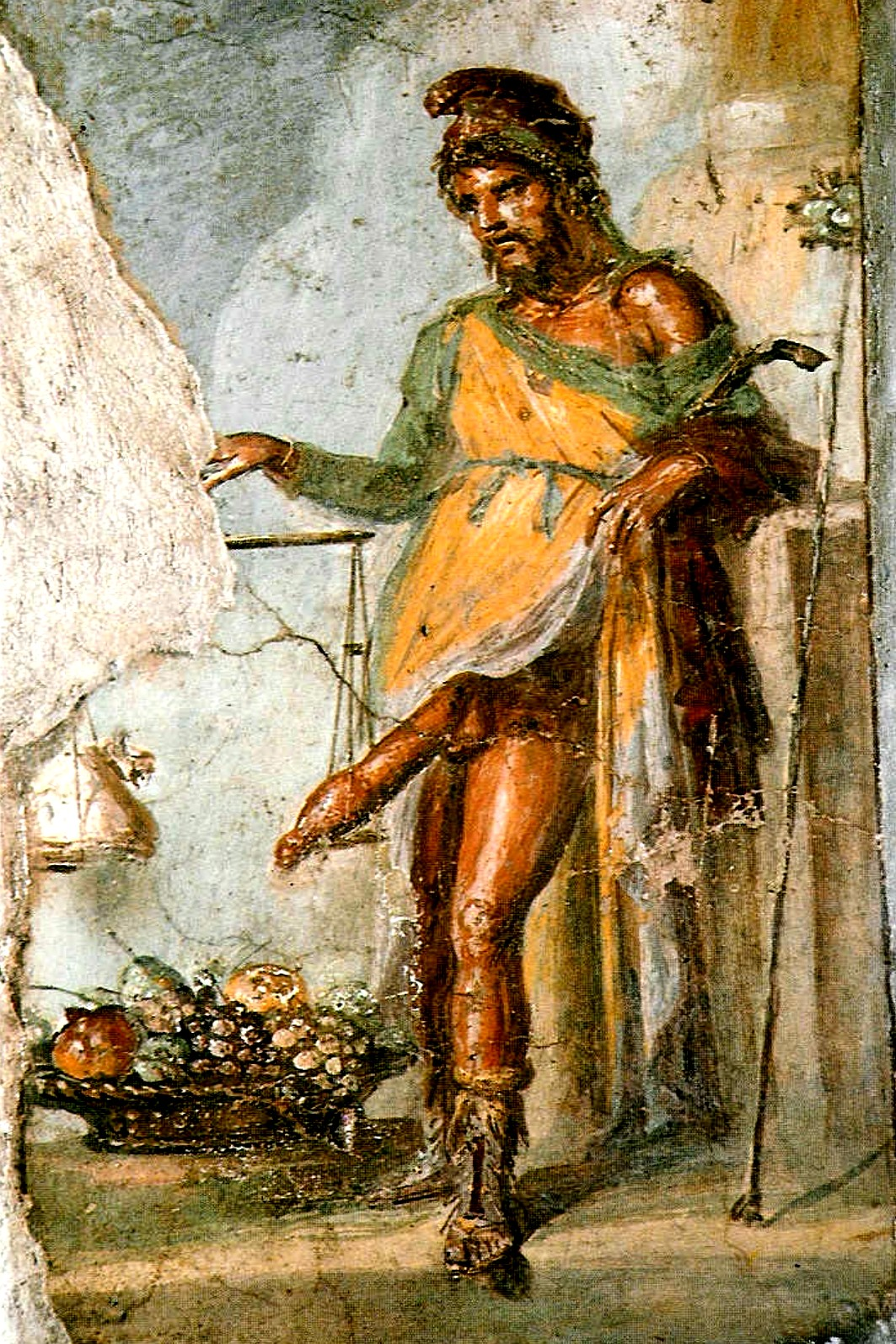
Fresk przedstawiający boga Priapa, Dom Wettiuszów, Pompeje.

Priapea – w starożytności krótkie epigramaty, o mniej lub bardziej obscenicznej treści, poświęcone bogu Priapowi.
Jako gatunek literacki wywodzą się z krótkich, anonimowych wierszyków, zapisywanych na hermach Priapa lub ścianach poświęconych mu kapliczek. Pierwsze wiersze poświęcone Priapowi, niezachowane do naszych czasów, stworzył grecki poeta Eufronios z Chersonezu. O Priapie pisał również Leonidas z Tarentu.
Pod koniec istnienia republiki wiersze poświęcone Priapowi stały się popularne w Rzymie. Jedne z pierwszych Priapeów były dziełem Katullusa.
Największe upowszechnienie Priapeów w literaturze rzymskiej nastąpiło za czasów panowania Augusta. Poświęcone Priapowi wiersze napisali wówczas m.in. Horacy i Tibullus. W tym czasie w kręgu poetów skupionych wokół Mecenasa powstał zachowany do dziś, anonimowy zbiór 85 Priapeów. Utwory te, stylizowane na ludową poezję, są świadectwem dużego kunsztu literackiego autora (lub autorów), pełne odwołań m.in. do Homera czy Eratostenesa. W późniejszych latach Priapea pisał m.in. Marcjalis.
W II wieku, gdy Priap zaczął być czczony jako stwórca natury, poświęcone mu utwory nabrały poważniejszego charakteru. Z tego okresu pochodzi m.in. anonimowy Hymn do Priapa, wyryty na hermie odkrytej w Tivoli.